# Будрайте, Ева
Ева Будрайте (лит. Ieva Budraitė; род. 10 января 1992, Алитус) — литовский политический деятель. Председатель Партии зелёных Литвы.

## Биография
Родилась 10 января 1992 года.
В 2010 году окончила с отличием Ятвяжскую гимназию в Алитусе (Alytaus Jotvingių gimnazija). Окончила Институт международных отношений и политологии Вильнюсского университета, где в 2014 году получила степень бакалавра политологии, а в 2016 году — магистра государственной политики и управления.
В 2014—2016 годах работала координатором проекта Литовской ассоциации планирования семьи и сексуального здоровья.
С 2018 года была директором Института зелёной политики (Žaliosios politikos institutas) в Вильнюсе, в 2020 году её сменил на этой должности Ремигиюс Лапинскас. С 2020 года является директором по проектной и международной деятельности Института зелёной политики.
В 2014 году вступила в Партию зелёных Литвы. В 2016—2018 годах — руководитель аппарата партии. С октября 2018 года являлась ответственным секретарём, заместителем председателя Партии зелёных Литвы.
Является соучредителем и членом руководящих органов молодёжной организации партии — «Молодые зелёные» (Jaunųjų žaliųjų organizacija), общественного движения «За леса Литвы» (Sąjūdis „Už Lietuvos miškus“), учредительный съезд которого состоялся 9 декабря 2017 года, «Движения против Островецкой АЭС» (Sąjūdis prieš Astravo atominę elektrinę).
На выборах 2019 года баллотировалась в городской совет Вильнюса. Баллотировалась на выборах в Европейский парламент 2019 года. После избрания депутатом Европейского парламента Аушры Малдейкене, представлявшая в Сейме Жирмунайский округ, баллотировалась на её место. На парламентских выборах 2020 года была второй в партийном списке, первым был Альгирдас Буткявичюс. Партия зелёных Литвы получила один мандат.
После парламентских выборов 2020 года председатель партии Ремигиюс Лапинскас решил не баллотироваться на выборах нового председателя. 21 ноября 2020 года Ева Будрайте избрана новым председателем Партии зелёных Литвы. В 2022 году переизбрана на второй срок.
С 2021 года является советником министра окружающей среды Литвы Симонаса Гентвиласа («Движение либералов»).